# Androne (danzatore)
Androne (Catania, ... – ...; fl. V secolo a.C.) è stato un danzatore e musicista siceliota.

## Biografia
Sull'anno di nascita, Gustavo Vagliasindi argomenta in favore della 51ª Olimpiade.

### Androne e l'origine della danza
La sua figura è ricordata da autori antichi in relazione alla nascita dell'arte della danza fra gli uomini. Teofrasto, citato da Ateneo, nei Deipnosofisti, dice di Androne che sarebbe stato il primo ad accompagnare con il flauto i movimenti ritmati del corpo. Questa origine siciliana della danza avrebbe dato origine al verbo greco σικελίζειν (sikelìzein, "danzare"). Inoltre, Ateneo, sulla scorta dell'autorità di Epicarmo, afferma che anche il sostantivo βαλλισμός (ballismòs, "danza") avrebbe origini siciliane. Signorelli interpreta con leggera differenza: Androne era suonatore di tibia e σικελίζειν starebbe per "saltare".